# جامعة بدر بأسيوط
جامعة بدر بأسيوط هي جامعة مصرية خاصة مملوكة لشركة القاهرة للاستثمار والتنمية العقارية ومقرها مدينة ناصر الجديدة غرب مدينة أسيوط بمحافظة أسيوط.

## النشأة
في 8 أغسطس 2021، وافق مجلس الوزراء على إنشاء جامعات خاصة، ومقرها مدينة ناصر غرب مدينة أسيوط بمحافظة أسيوط، وتضم 17 كلية وللجامعة إنشاء كليات ومعاهد عليا متخصصة، ووحدات بحثية أخرى بعد اتخاذ الإجراءات القانونية اللازمة في هذا الشأن.
في 08 أكتوبر 2021، أعلن رئيس جامعة بدر بأنه مزمع تشغيل فرع الجامعة الجديد بأسيوط اعتبارا من التيرم الثاني والإعلان عن قبول دفعة جديدة في شهر يناير 2022، حيث يضم الفرع 17 كلية والمقرر البدء بتشغيل 6 كليات طبية هي الطب البشري والأسنان والصيدلة والعلاج الطبيعي والتمريض والتكنولوجيا الحيوية.
في 29 نوفمبر 2021، تفقد محافظ أسيوط أعمال تنفيذ جامعة بدر، ضمن جولاته الميدانية لمتابعة الموقف التنفيذي لمشروعات المرافق والخدمات والبنية الأساسية بالمرحلة الأولى لمدينة ناصر لتوفير عوامل جذب للمواطنين وخلق مجتمع عمراني جديد.

## الحرم الجامعي
فرع جامعة بدر الدولية بمدينة ناصر، مقام على مساحة 81 فدانا بقيمة استثمارية عالية لدعم وتطوير المنظومة التعليمية في صعيد مصر، وتتكون من 17 كلية وهي بمثابة منارة تعليمية بصعيد مصر، وتوفر أكثر من 3 آلاف فرصة عمل خلال فترة الإنشاء التي تستمر على مدار 3 سنوات، بالإضافة إلى توفير خمسة آلاف فرصة عمل دائمة مع تشغيل جميع كليات الجامعة.

## الكليات
وتضم 17 كلية في تخصصات:
- الطب البيطري.
- طب الفم والاسنان.
- الصيدلة.
- العلاج الطبيعي.
- التكنولوجيا الحيوية.
- تكنولوجيا العلوم الصحية التطبيقية.
- التمريض.
- الذكاء الاصطناعي وإدارة البيانات.
- الفنون التطبيقية.
- القانون.
- اللغات والترجمة.
- الإدارة والعلوم المالية والاقتصادية.